# Municipio de Alexis
El municipio de Alexis (en inglés: Alexis Township) es un municipio ubicado en el condado de Butler en el estado estadounidense de Nebraska. En el año 2010 tenía una población de 674 habitantes y una densidad poblacional de 7,25 personas por km².

## Geografía
El municipio de Alexis se encuentra ubicado en las coordenadas 41°21′29″N 97°18′13″O / 41.35806, -97.30361. Según la Oficina del Censo de los Estados Unidos, el municipio tiene una superficie total de 92.91 km², de la cual 89,85 km² corresponden a tierra firme y (3,3 %) 3,07 km² es agua.

## Demografía
Según el censo de 2010, había 674 personas residiendo en el municipio de Alexis. La densidad de población era de 7,25 hab./km². De los 674 habitantes, el municipio de Alexis estaba compuesto por el 97,77 % blancos, el 0,45 % eran afroamericanos, el 0,15 % eran amerindios, el 0,15 % eran asiáticos, el 1,48 % eran de otras razas. Del total de la población el 2,23 % eran hispanos o latinos de cualquier raza.